# Glas 1700
O Glas 1700 é um sedã de quatro portas do segmento D produzido pela Hans Glas GmbH em Dingolfing. O protótipo foi apresentado pela primeira vez (nessa fase como Glas 1500) em setembro de 1963 no Salão do Automóvel de Frankfurt. Versões posteriores do Glas GT com carroceria cupê e conversível também foram equipadas, em alguns casos, com o mesmo motor do sedã. O sedã foi produzido entre agosto de 1964 e dezembro de 1967, mas o fabricante nunca teve capital de investimento suficiente para expandir a capacidade de produção e o modelo foi descontinuado depois que o fabricante, agora muito endividado, foi adquirido pela BMW.

## Origens
O Glas 1300 GT lançado em 1963 foi desenvolvido pela empresa piemontesa Frua de Moncalieri, e um contrato foi firmado ao mesmo tempo para o desenvolvimento de um novo sedã do segmento D. A Frua havia trabalhado recentemente para a empresa do norte Borgward para desenvolver um sucessor para o Goliath 1100 da empresa, a ser conhecido como Hansa 1300 (e às vezes incorretamente descrito como um sucessor pretendido para o bem-sucedido Borgward Isabella). O projeto Hansa 1300 foi um sucesso para a Frua, embora, após a falência do negócio Borgward, o Hansa 1300 nunca tenha entrado em produção em massa.
O carro que a Frua agora desenvolveu para Glas era muito semelhante ao Hansa 1300, que nasceu morto. Ambos os carros apresentavam a torção Hofmeister, que estava ganhando maior notoriedade como uma característica marcante dos novos designs da BMW na década de 1960 e posteriormente. A Glas perfurou sua unidade existente de 1290 cc para aumentar o tamanho do motor para 1489 cc, e foi nessa forma que o carro, com uma potência declarada de 51 kW (70 PS), foi inicialmente apresentado ao público em setembro de 1963.

## Modelo de produção

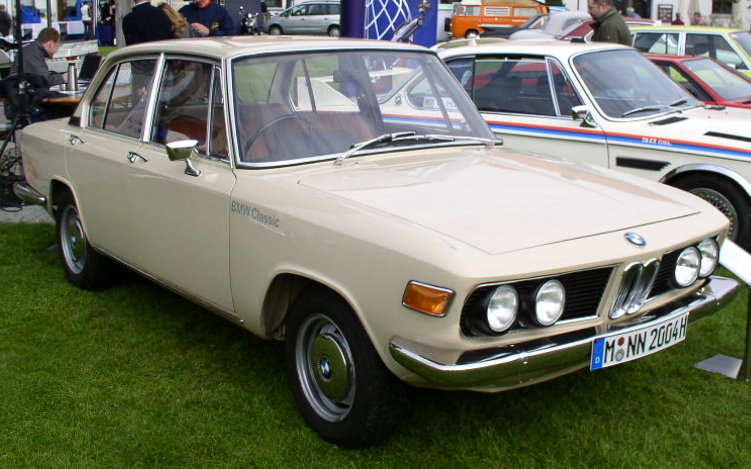
Depois que a BMW encerrou a produção do Glas na Alemanha, o carro reapareceu na África do Sul ostentando uma frente BMW e equipado com um motor BMW.

Não pela primeira vez com um novo modelo da Glas, o carro apresentado no Salão do Automóvel de Frankfurt de 1963 estava longe de estar pronto para produção em massa. Ficou claro que o desempenho disponível da unidade de 1489 cc era insuficiente para um sedã de peso médio com aspirações esportivas. Conclusões semelhantes já haviam sido alcançadas sobre o concorrente do fabricante rival BMW que em 1961 havia introduzido o BMW 1500, um sedã esportivo de tamanho semelhante, apenas para introduzir uma versão mais potente, o BMW 1800, em 1963.
Um ano após o lançamento do Glas 1500 em setembro de 1963, o carro apareceu como Glas 1700, seu tamanho de motor agora aumentado para 1682 cc adotando um curso mais longo e fornecendo uma potência máxima reivindicada de 80 PS (59 kW) a 4.800 rpm. Uma velocidade máxima de 150 km/h foi cotada, e a opção de transmissão automática foi anunciada, embora o primeiro carro com uma caixa de câmbio automática instalada fosse produzido apenas em 1966. A essa altura, a produção em série havia começado, em agosto de 1964, após o fechamento anual de férias, embora os volumes ainda estivessem limitados pela falta de dinheiro para investimento.
Um ano depois, em setembro de 1965, a potência reivindicada do motor padrão aumentou ainda mais para 85 PS (63 kW) a 4900 rpm e a velocidade máxima para 155 km/h.

### 1700 TS
O Salão do Automóvel de Frankfurt de 1965 também viu a introdução do Glas 1700 TS mais rápido. A capacidade do motor para a versão permaneceu inalterada em 1682 cc, mas o carburador único do carro padrão foi substituído por carburadores duplos. A taxa de compressão aumentou na configuração de 8,5:1 do carro padrão para 9,5:1 ou 9,7:1, sugerindo que o fabricante estava aproveitando a maior disponibilidade de combustíveis de maior octanagem, que era uma característica do automobilismo em grande parte da Europa Ocidental naquela época. Para o 1700 TS, a potência máxima foi cotada como 100 PS (74 kW) a 5.500 rpm e a velocidade máxima ultrapassou o limite de 160 km/h a 170 km/h.

## Produção
A Glas nunca foi capaz de arcar com o investimento em instalações de produção e uma rede de concessionárias que permitiria que o carro competisse em igualdade de condições com o Opel Rekord ou o BMW 1800/2000. No entanto, 13.792 sedãs Glas 1700 foram produzidos na Alemanha, incluindo 928 dos modelos 1700 TS de alto desempenho e 284 carros equipados com transmissão automática de quatro velocidades.
A BMW assumiu a Glas em 1966. O Glas 1700 competia diretamente com o próprio BMW 1800 da BMW, que já estava sendo produzido e vendido em volumes muito maiores do que a Glas havia alcançado. A BMW sem dúvida valorizava a experiência em engenharia que adquiriu com o negócio Glas e certamente valorizava o enorme escopo de expansão no local de produção da empresa em Dingolfing, que foi desenvolvido durante a década de 1960 para se tornar a maior fábrica de automóveis da BMW. Mas a BMW não viu razão para cultivar os produtos de baixo volume desenvolvidos pela empresa Glas e, em dezembro de 1967, o último Glas 1700 foi produzido.

## Vidas posteriores
Com o Glas sob o controle da BMW, o modelo teve uma vida após a morte na África do Sul, onde modelos BMW apareceram combinando a carroceria projetada por Frua do Glas 1700 com motores e componentes BMW, e uma frente BMW posteriormente enxertada no nariz. Esses carros foram marcados como BMW 1800 GL e BMW 2000GL e vendidos entre 1968 e 1973. Eles foram posteriormente renomeados como BMW 1804 e BMW 2004 e continuaram a ser vendidos na África do Sul em 1973 e 1974, com novos carros ainda disponíveis no final de 1975.
As versões BMW SA derivadas do Glas 1700 também foram montadas na Rodésia como BMW Cheetah.